# Olio di nardo

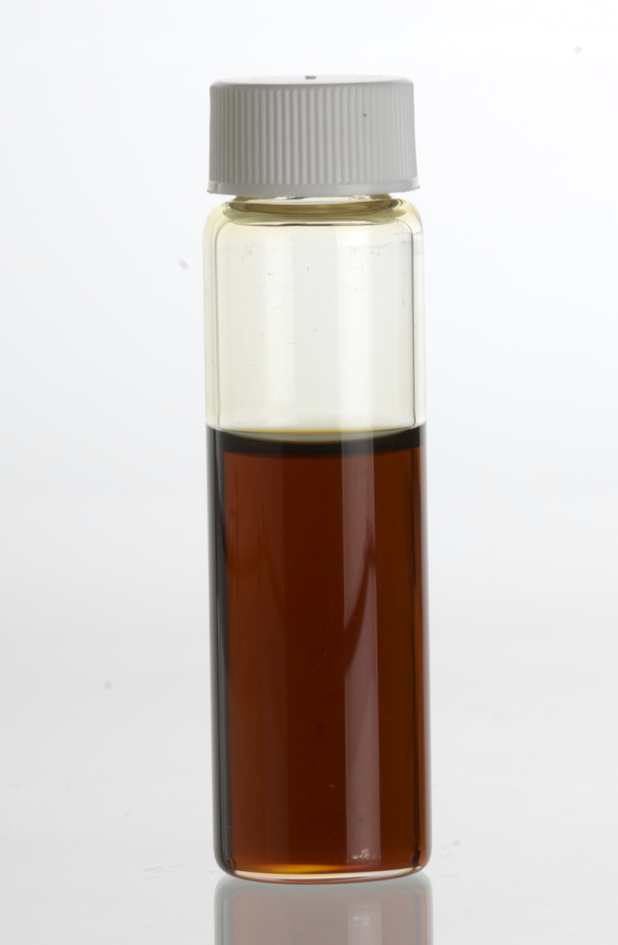
Olio di nardo

L'olio di nardo è un unguento balsamico, noto fin dalla più remota antichità, ricavato dal nardo e usato per ungere e frizionare il corpo.

## Storia
L'uso più antico che conosciamo, proviene da anforette, trovate nelle tombe egizie.  Quest'unguento era usato dalle popolazioni israelitiche al tempo di Mosè.
Era considerato un lusso nell'antico Egitto, il Vicino Oriente, e Roma, dove è stato il principale ingrediente dei profumi nardinium. Nella Naturalis historia di Plinio sono elencate dodici specie di "nardo", identificabile con diverse piante, in una gamma che vanno dalla lavanda alla valeriana e al vero nardo (in termini moderni Nardostachys jatamansi). È stato parte della erboristeria Ayurvedica tradizionale indiana.
In seguito è citato nel Cantico dei Cantici, uno dei Libri Sapienziali della Bibbia.
Se ne parla nel Vangelo.
Ne faceva uso Maria di Betania, sorella di Lazzaro e di Marta di Betania, tanto che in una occasione, durante un pranzo a Betania, ne usò una quantità straordinaria, 1 libbra (romana, equivalente a 325 grammi equivalente a circa 11 once attuali) per ungere la testa e i piedi di Gesù e asciugarli con i propri capelli. Intervenne Giuda Iscariota, che era il tesoriere della compagnia, dicendo che si poteva vendere per 300 denari, da distribuire ai poveri. Ma Giovanni, apostolo, aggiunse, che Giuda non lo faceva per i poveri, ma avendo la borsa, era un ladro che sottraeva i soldi tenendoli per sé. Gesù, lo rimproverò benignamente, ricordandogli che se avesse voluto far del bene ai poveri non gliene sarebbe mancata occasione, essendo quelli sempre presenti, in ogni epoca, mentre lui, Gesù, presto non sarebbe più stato coi discepoli.

Secondo Luca anche la sconosciuta peccatrice in casa di Simone il fariseo unse i piedi di Gesù, ma qui si parla genericamente di olio profumato, senza specificarne il tipo.   
Da tutto ciò si intuisce l'estremo valore che quest'unguento ha raggiunto, tanto più che oggi quest'olio viene prodotto distillando i fiori di un Nardo unico, proveniente dalle montagne del Tibet.
In Italia, nel Santuario della Madonna della Corona (provincia di Verona), all'interno della navata sinistra e dell'abside, scavate nella roccia, si trovano una rappresentazione della Sacra Sindone e la "Pietra profumata"; questa è un marmo intriso di olio di nardo, segno di appartenenza cristiana (Cristo infatti è l'Unto dal Signore).

### Stima del valore

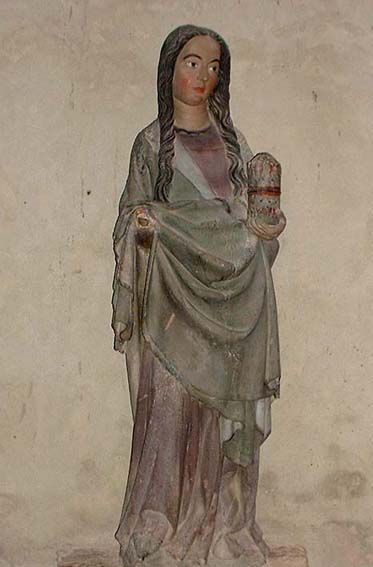
Maria Maddalena con il suo vasetto di olio di nardo

Nel Vangelo secondo San Giovanni si precisa sia la quantità di olio di nardo, 1 libbra romana, che il suo valore, 300 denari. Una libbra romana equivaleva a 327,168 g e tenendo conto che 1 oncia sono 28,35 g fanno 11,56 once e dato che 1 oncia fluida è pari a 0,0296 Litri, circa 11 once fanno 0,33 litri.

33 centilitri di olio di nardo costavano circa 300 denari nell'anno 33 d.C., cifra con la quale si poteva comprare 1 schiavo generico e corrispondente a circa un anno di stipendio di un fante delle legioni romane nel I secolo; oggi (2005), dopo 2000 anni, il prezzo è diminuito di circa 10 volte e comunque 33 dl. di spikenard oil, oggi (2012) costano circa 940 euro. Si può concludere che 33 dl di olio di nardo, 3400 anni fa, al tempo di Tutankhamon, costassero approssimativamente una cifra come minimo di 9400 euro.

## Composizione chimica
I principali componenti chimici dell'essenza di nardo sono l'acetato di bornile, il valeranone, lo ionone, tetramentile-ossatricile-decanolo tetramenthyloxatricylodecanol, mentil-etimil-etere (menthylthymyl-ether) e 1,8-cineolo
.
L'acetato di bornile presente soprattutto nell'essenza di pino.
Il valeranone è presente anche nella salvia e nella valeriana.
Lo ionone è presente in moltissime piante officinali, fra cui la più comune in Italia è l'origano.
Il decanolo è un alcool a dieci atomi di carbonio, presente anche nella salvia e nella valeriana.
Il cineolo è un alcool, presente in moltissime piante fra cui le più comuni in Italia sono salvia e rosmarino.

## Formula
Una formula approssimativa moderna di questo unguento è
- Un quarto di tazza di olio di cocco, 6 gocce di essenza di nardo, 6 gocce di essenza di resina d'incenso.

In italiano si chiama genericamente olio balsamo ma senza nessun riferimento a qualche prodotto in commercio.